# 426 av. J.-C.
Cette page concerne l'année 426 av. J.-C. du calendrier julien proleptique.

## Événements
- Mars-avril : Grandes Dionysies à Athènes ; Les Babyloniens, comédie d'Aristophane (perdue)[1].
- Été : 
  - Un tremblement de terre ayant constitué un mauvais présage, l’expédition de Sparte contre l’Attique fait demi-tour[2].
  - Poursuite de la première expédition athénienne en Sicile[2].
  - Échec de la flotte athénienne de Nicias à Mélos ; elle débarque à Oropos en Béotie et remporte une victoire à Tanagra sur les Tanagréens renforcés de Thébains[2].
  - Fondation de la colonie d'Héraclée Trachinienne par Sparte en Thessalie[2].
  - L’Étolie s’allie avec Sparte contre Athènes. Expédition malheureuse en Étolie, où les hoplites athéniens se font massacrer par l’infanterie légère[2].
- Début août, campagne d’Étolie : le stratège athénien Démosthène, qui n’ose plus rentrer à Athènes, réussit à défendre Naupacte et à prendre sa revanche en Acarnanie où il triomphe des Péloponnésiens et de leurs alliés d’Ambracie à la bataille d'Olpae[2].

- 30 novembre : à Rome, entrée en fonction de tribuns militaires à pouvoir consulaire (Trib. Mil. Cons. Pot.) pour trois ans jusqu'en 424 av. J.-C.[3].
  - Victoire de Véies sur les armées romaines commandées par les tribuns militaires Titus Quinctius Pennus Cincinnatus, Caius Furius Pacilus Fusus et Marcus Postumius Albinus Regillensis[4].

- Agis II devient roi de Sparte et remplace son père Archidamos II, qui mourra en 422 av. J.-C.. Parallèlement, Pleistoanax est rappelé. Il était l'autre roi de Sparte, en exil depuis 19 ans[5].

## Naissances en −426

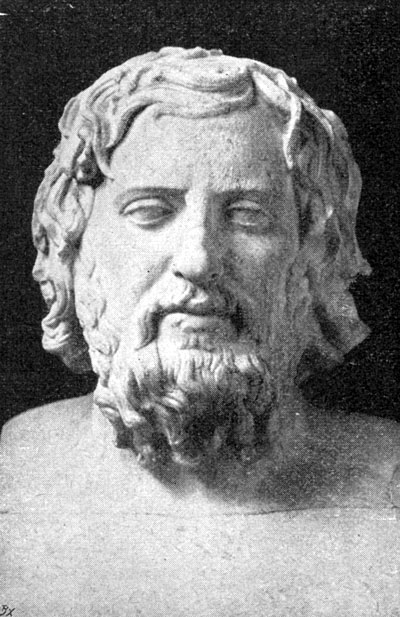
Xenophon.

- Xénophon (ou 430 av. J.-C.).